# Mateo Carro
Mateo Gastón Carro Gainza (Montevideo, Uruguay, 27 de octubre de 1994) es un futbolista uruguayo. Juega de mediocampista y su club actual es el ASD Albenga 1928 del Campeonato di Eccellenza Liguria Italia.

## Clubes
| Club  | País    | Año           |
| ----- | ------- | ------------- |
| Fénix | Uruguay | 2011-presente |